# Liste der Monuments historiques in Grez
Die Liste der Monuments historiques in Grez führt die Monuments historiques in der französischen Gemeinde Grez auf.

## Liste der Bauwerke
| Bezeichnung | Beschreibung   | Standort | Kennzeichnung | Schutzstatus | Datum | Bild |
| ----------- | -------------- | -------- | ------------- | ------------ | ----- | ---- |
| Windmühle   | Erbaut im 1660 |          | PA60000036    | Inscrit      | 2001  |      |